# Nytwa
Nytwa – miasto w Rosji, w Kraju Permskim. W 2010 roku liczyło 19 041 mieszkańców.